# Mylzi (Kowel)
Mylzi (ukrainisch Мильці; russisch Мильцы Milzy, polnisch Mielce) ist ein Dorf in der ukrainischen Oblast Wolyn mit etwa 200 Einwohnern (2001).

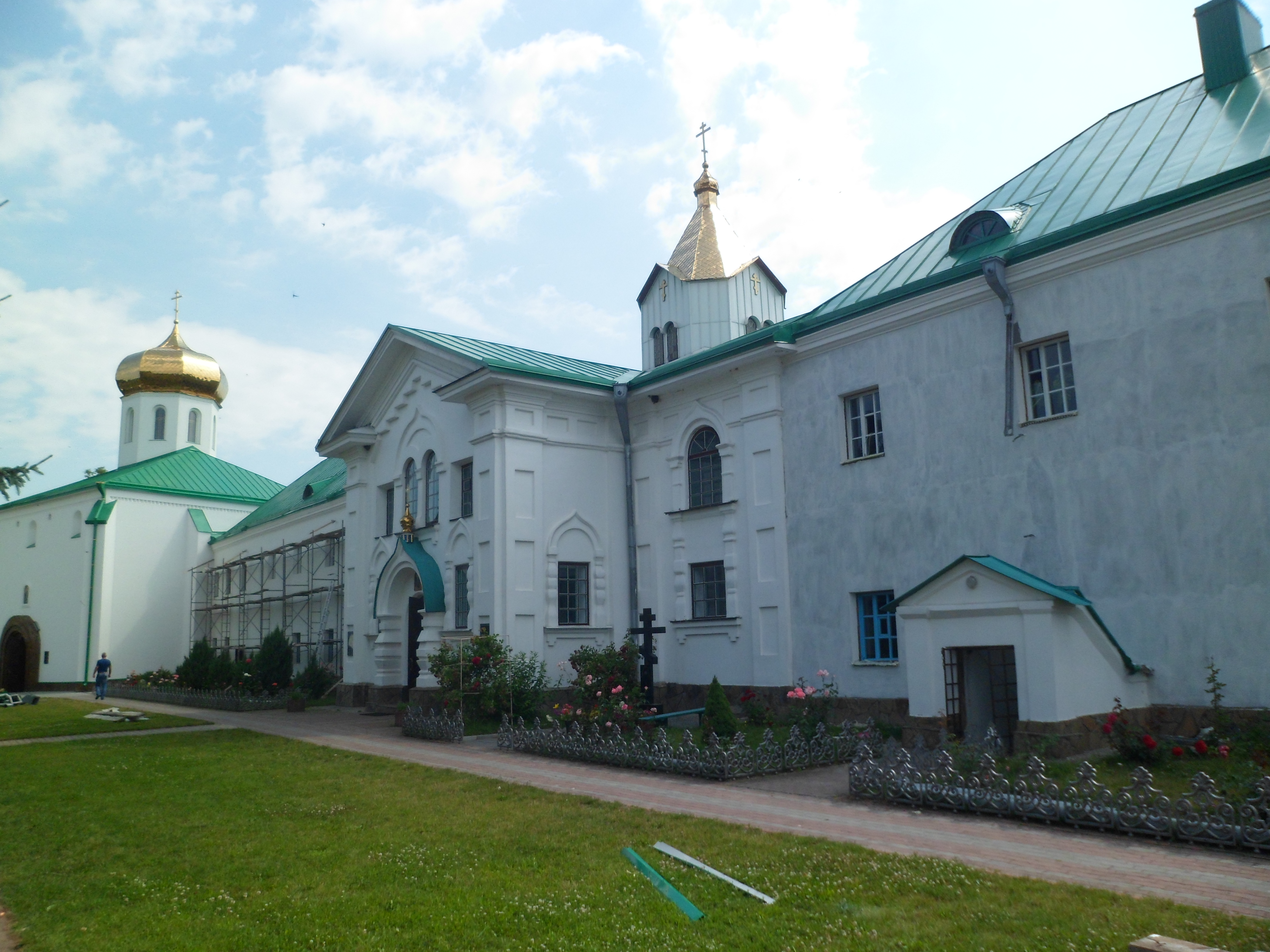
St.-Nikolaus-Kloster im Dorf

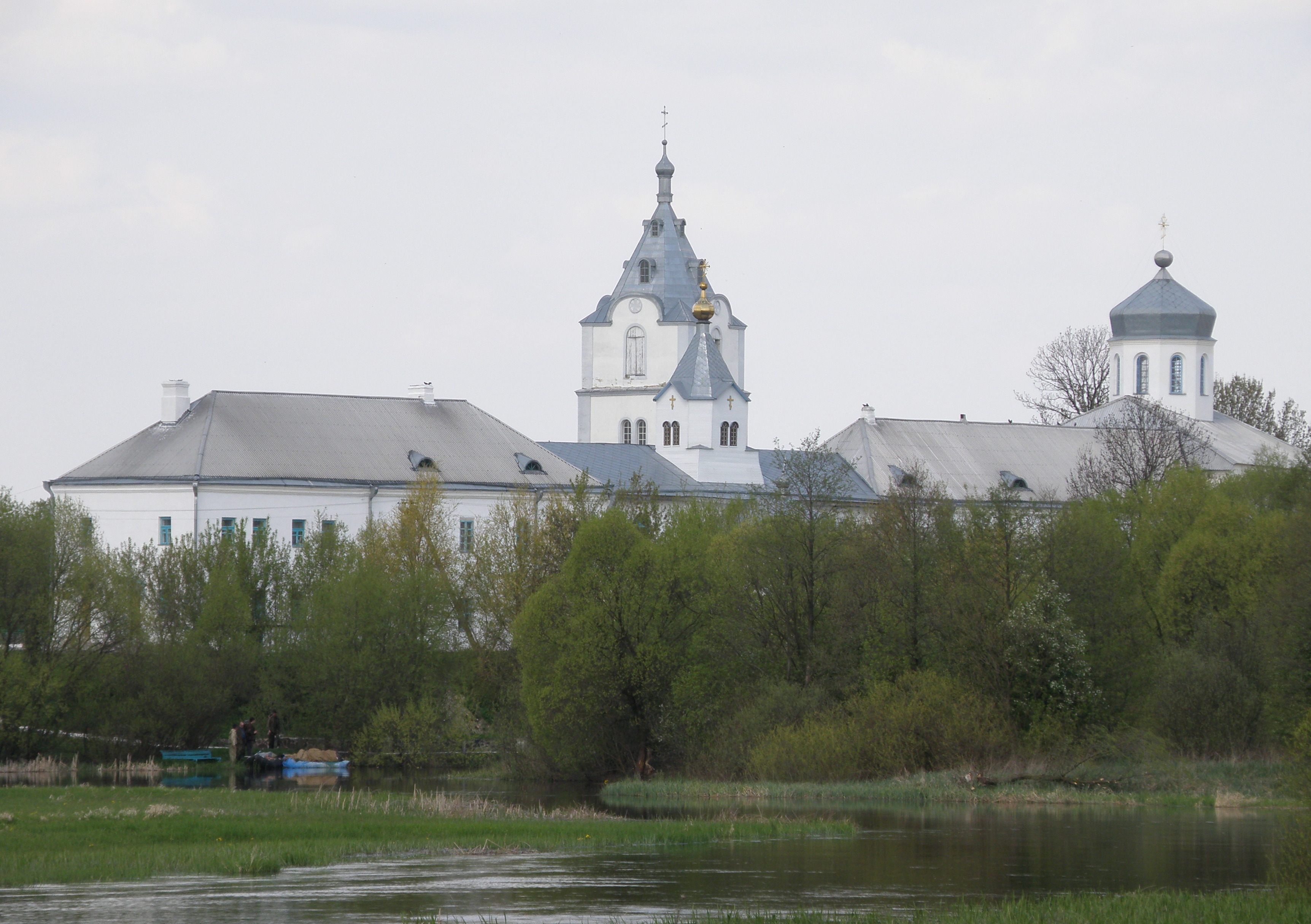
Das Kloster am Ufer der Turija

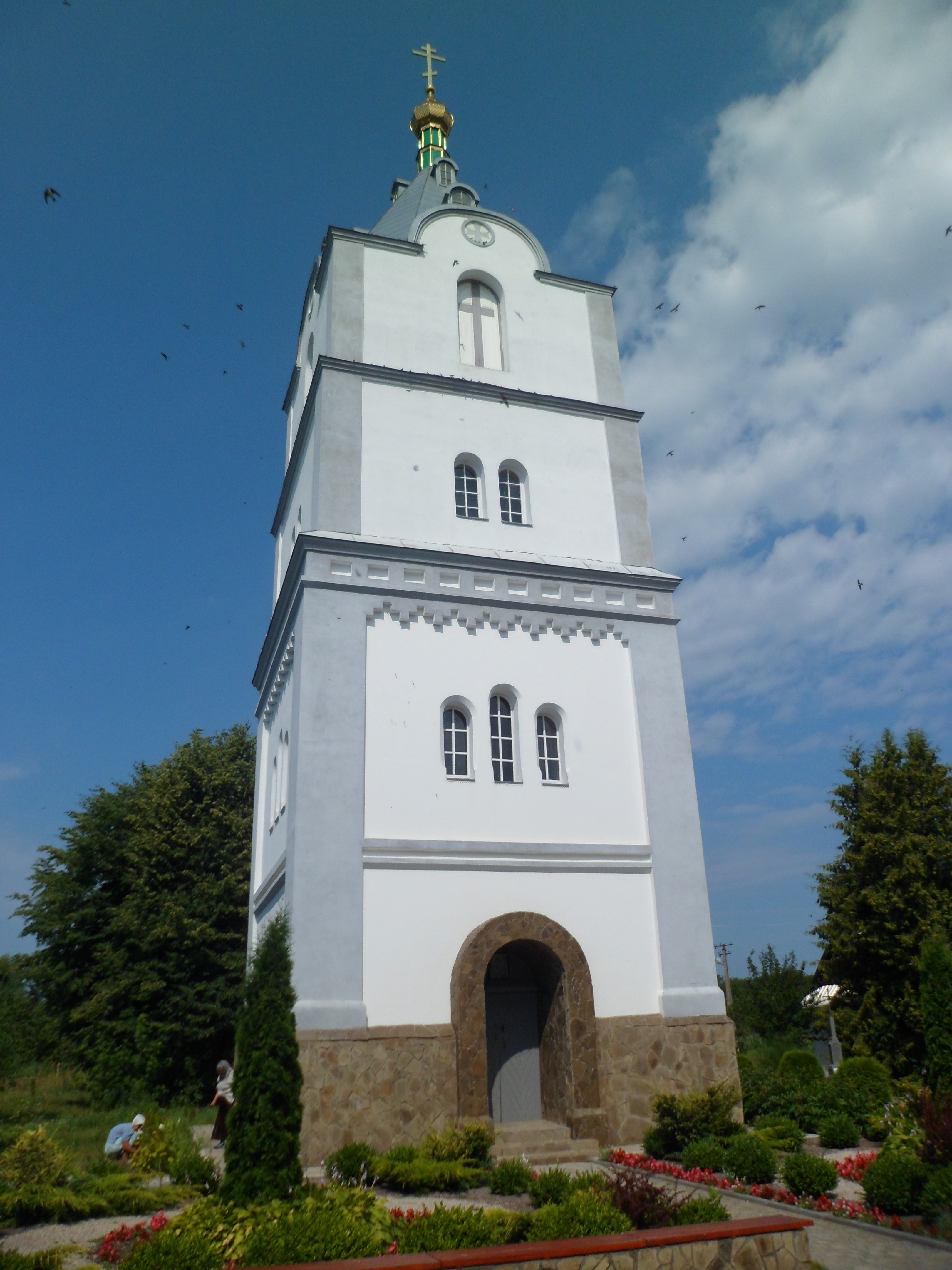
Der Glockenturm der Nikolaikirche

Das erstmals 1537 schriftlich erwähnte Dorf liegt auf einer Höhe von 163 m am Ufer der Turija, einem 184 km langen Nebenfluss des Prypjat, 6 km südöstlich vom ehemaligen Gemeindezentrum Sokolyschtsche (Соколище), etwa 25 km östlich vom ehemaligen Rajonzentrum Stara Wyschiwka und etwa 95 km nordwestlich vom Oblastzentrum Luzk.
Im Dorf befindet sich das St.-Nikolaus-Kloster, das heute den Status eines Denkmals für Architektur und Kultur besitzt. Der Klosterkomplex besteht aus der Nikolaikirche, Zellen mit einem Refektorium, eine daran angrenzende Kirche, einem Glockenturm, dem Abthaus, den Gebäuden eines ehemaligen Krankenhauses sowie einer Pfarrschule. Von der Klostermauer ist fast ausschließlich die Südmauer mit Einfahrtstoren und ein Teil des Westmauer erhalten. Den größten künstlerischen und kulturellen Wert als die ältesten Bauwerke des Komplexes haben die Nikolaikirche und der Glockenturm von 1542.
Am 12. Juni 2020 wurde das Dorf ein Teil der neugegründeten Landgemeinde Serechowytschi, bis dahin es Teil der Landratsgemeinde Sokolyschtsche im Osten des Rajons Stara Wyschiwka.
Am 17. Juli 2020 wurde der Ort Teil des Rajons Kowel.